# جبهه خلق برای آزادی عمان
جبهه خلق برای آزادی عمان (عربی: الجبهة الشعبیة لتحریر عُمان‎)، سازمان انقلابی مارکسیستی و ملی‌گرای عرب در عمان بود. این گروه از زمان تأسیس جبهه خلق برای آزادی فلسطین تا سرکوب شورش در سال ۱۹۷۶، در جنگ ظفار علیه سلطنت عمان جنگید.